# 上定昭仁
上定 昭仁（うえさだ あきひと、1972年〈昭和47年〉12月6日 - ）は、日本の政治家。松江市長（2期）。

## 経歴
島根県松江市生まれ。松江市立揖屋小学校、松江市立東出雲中学校、島根県立松江南高等学校、九州大学法学部卒業。自由民主党所属の衆議院議員である鬼木誠とは大学のゼミの同期。
1995年、日本開発銀行（現：日本政策投資銀行）入行。建設省大臣官房政策課出向、日本政策投資銀行シンガポール次席駐在員、松江事務所長、DBJ Americans inc.（日本政策投資銀行米国現地法人）CEOを歴任。
2021年4月18日に行われた松江市長選挙に自民、公明、国民民主の3党の推薦を受けて立候補。元市議の出川桃子、元市議の吉儀敬子を破り初当選した。4月24日、市長就任。
※当日有権者数：164,136人 最終投票率：60.24%（前回比：＋2.58pts）
| 候補者名 | 年齢 | 所属党派   | 新旧別 | 得票数   | 得票率 | 推薦・支持                         |
| -------- | ---- | ---------- | ------ | -------- | ------ | ---------------------------------- |
| 上定昭仁 | 48   | 無所属     | 新     | 61,534票 | 62.83% | （推薦）自民党、公明党、国民民主党 |
| 出川桃子 | 43   | 無所属     | 新     | 30,426票 | 31.07% |                                    |
| 吉儀敬子 | 70   | 日本共産党 | 新     | 5,974票  | 6.10%  |                                    |

2025年4月20日に行われた市長選挙では前回と同じ自民、公明、国民民主の3党の推薦を受け、新人2人を破り再選した。
※当日有権者数：159,354人 最終投票率：52.12%（前回比：-8.12pts）
| 候補者名   | 年齢 | 所属党派   | 新旧別 | 得票数   | 得票率 | 推薦・支持                         |
| ---------- | ---- | ---------- | ------ | -------- | ------ | ---------------------------------- |
| 上定昭仁   | 52   | 無所属     | 現     | 61,756票 | 76.06% | （推薦）自民党、公明党、国民民主党 |
| 村穂江利子 | 56   | 日本共産党 | 新     | 10,004票 | 12.32% |                                    |
| 中澄政彦   | 37   | 無所属     | 新     | 9,433票  | 11.61% |                                    |